# 프록시뮈스

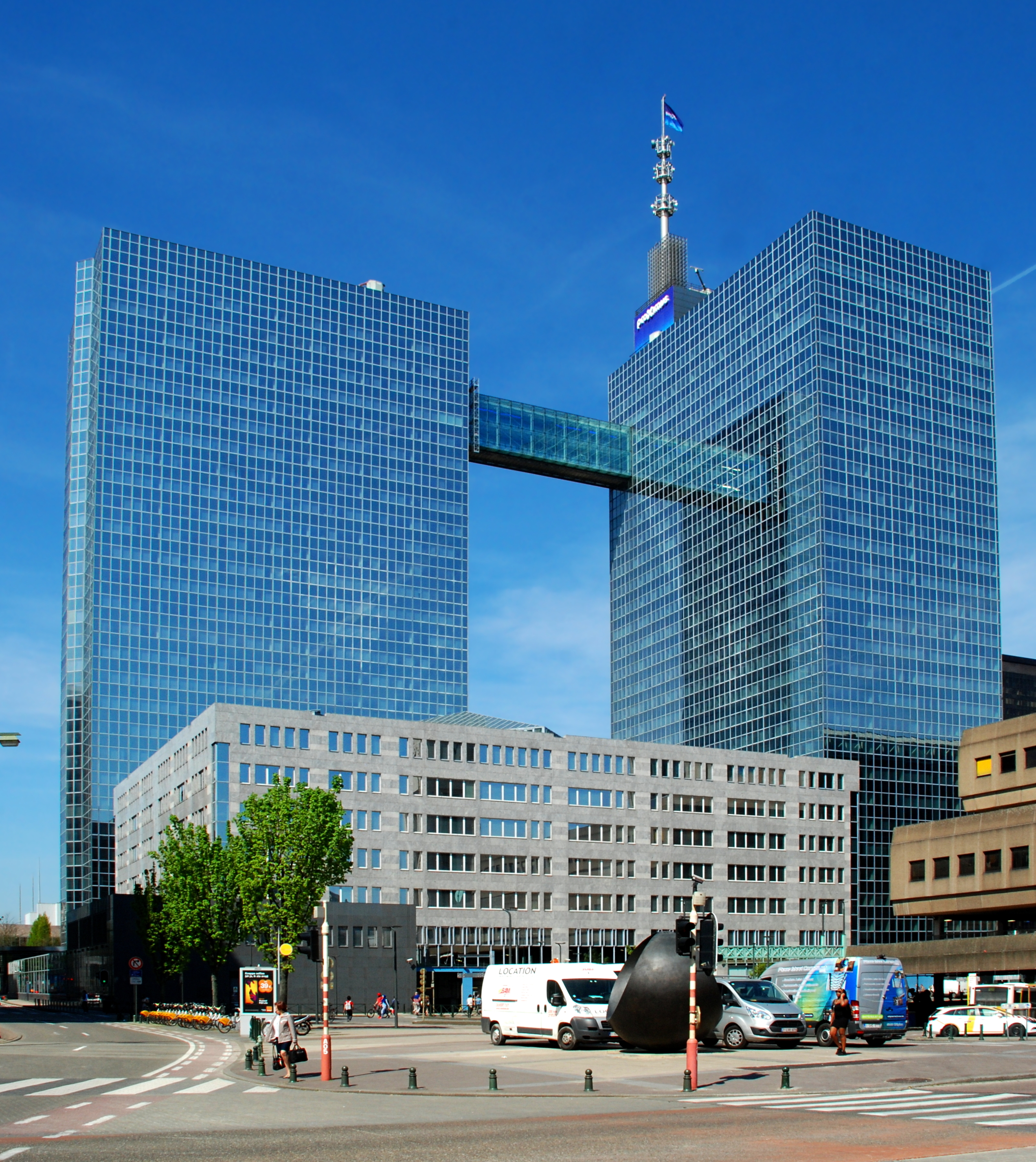
브뤼셀 본사

프록시뮈스 그룹은 벨기에의 전기통신 회사이다. 본사의 정부가 운영하는 우편, 전신, 전화 서비스에서 기원하였으며 전세계 100여개국에사업하고 있으며 본사는 벨기에에 있다.

## 역사
- 1930년 - RTT
- 1992년 - 벨가콤
- 2015년 - 프록시뮈스 그룹